# Wadi-us-Salaam
Wadi as-Salam (em árabe: وادي السلام; Vale da Paz) é um cemitério utilizado desde o século VII na cidade sagrada para os xiitas de An-Najaf, frequentemente referenciado como o maior cemitério do mundo.
Em uma área de 917 hectares (para comparação, o maior cemitério da Europa, o Cemitério de Ohlsdorf, ocupa uma área de 391 hectares) estão sepultadas 5 milhões de pessoas. O Wadi-us-Salaam é usado a mais de 1400 anos como cemitério.